# Liste der Bodendenkmäler in Roth
Auf dieser Seite sind die Bodendenkmäler in der mittelfränkischen Gemeinde Roth zusammengestellt. Diese Tabelle ist eine Teilliste der Liste der Bodendenkmäler in Bayern. Grundlage ist die Bayerische Denkmalliste, die auf Basis des Bayerischen Denkmalschutzgesetzes vom 1. Oktober 1973 erstmals erstellt wurde und seither durch das Bayerische Landesamt für Denkmalpflege geführt wird. Die folgenden Angaben ersetzen nicht die rechtsverbindliche Auskunft der Denkmalschutzbehörde.

## Bodendenkmäler der Gemeinde Roth

### Gemarkung Belmbrach
| Lage                      | Objekt                                                                              | Akten-Nr.     | Bild |
| ------------------------- | ----------------------------------------------------------------------------------- | ------------- | ---- |
| Belmbrach Roth (Standort) | Bestattungsplatz vorgeschichtlicher Zeitstellung mit vier verschleiften Grabhügeln. | D-5-6732-0044 |      |
| Belmbrach Roth (Standort) | Siedlung der Bronzezeit, der Urnenfelderzeit und der Hallstattzeit.                 | D-5-6732-0047 |      |
| Belmbrach Roth (Standort) | Siedlung der Bronzezeit.                                                            | D-5-6732-0048 |      |
| Belmbrach Roth (Standort) | Siedlungen der Jungsteinzeit und der Bronzezeit.                                    | D-5-6732-0049 |      |
| Belmbrach Roth (Standort) | Freilandstation des Mesolithikums, Siedlung vorgeschichtlicher Zeitstellung.        | D-5-6732-0050 |      |
| Belmbrach Roth (Standort) | Freilandstation des Mesolithikums, Siedlung vorgeschichtlicher Zeitstellung.        | D-5-6732-0051 |      |
| Belmbrach Roth (Standort) | Siedlung der Latènezeit.                                                            | D-5-6732-0052 |      |
| Belmbrach Roth (Standort) | Siedlung vorgeschichtlicher Zeitstellung.                                           | D-5-6732-0053 |      |
| Belmbrach Roth (Standort) | Siedlung oder Bestattungsplatz der Bronzezeit.                                      | D-5-6732-0054 |      |
| Belmbrach Roth (Standort) | Siedlung vorgeschichtlicher Zeitstellung.                                           | D-5-6732-0055 |      |
| Belmbrach Roth (Standort) | Siedlung vorgeschichtlicher Zeitstellung.                                           | D-5-6732-0056 |      |
| Belmbrach Roth (Standort) | Siedlung der Bronzezeit.                                                            | D-5-6732-0167 |      |
| Belmbrach Roth (Standort) | Siedlung vorgeschichtlicher Zeitstellung.                                           | D-5-6732-0168 |      |
| Belmbrach Roth (Standort) | Siedlung vorgeschichtlicher Zeitstellung                                            | D-5-6732-0169 |      |
| Belmbrach Roth (Standort) | Siedlung der Urnenfelderzeit.                                                       | D-5-6732-0233 |      |

### Gemarkung Bernlohe
| Lage                     | Objekt                           | Akten-Nr.     | Bild |
| ------------------------ | -------------------------------- | ------------- | ---- |
| Bernlohe Roth (Standort) | Bestattungsplatz der Bronzezeit. | D-5-6732-0057 |      |

### Gemarkung Birkach
| Lage                    | Objekt                                                             | Akten-Nr.     | Bild |
| ----------------------- | ------------------------------------------------------------------ | ------------- | ---- |
| Birkach Roth (Standort) | Mittelalterlicher Burgstall.                                       | D-5-6732-0059 |      |
| Birkach Roth (Standort) | Hofwüstung des Mittelalters und der frühen Neuzeit (Fäßleinsberg). | D-5-6732-0213 |      |
| Birkach Roth (Standort) | Siedlung vorgeschichtlicher Zeitstellung.                          | D-5-6733-0032 |      |
| Birkach Roth (Standort) | Siedlung der Hallstattzeit.                                        | D-5-6733-0037 |      |

### Gemarkung Eckersmühlen
| Lage                         | Objekt                                              | Akten-Nr.     | Bild |
| ---------------------------- | --------------------------------------------------- | ------------- | ---- |
| Eckersmühlen Roth (Standort) | Mittelalterlicher Burgstall.                        | D-5-6732-0062 |      |
| Eckersmühlen Roth (Standort) | Siedlung der Bronzezeit.                            | D-5-6732-0064 |      |
| Eckersmühlen Roth (Standort) | Siedlung vor- und frühgeschichtlicher Zeitstellung. | D-5-6732-0073 |      |
| Eckersmühlen Roth (Standort) | Siedlung vorgeschichtlicher Zeitstellung.           | D-5-6732-0229 |      |
| Eckersmühlen Roth (Standort) | Siedlung vor- und frühgeschichtlicher Zeitstellung. | D-5-6733-0040 |      |

### Gemarkung Petersgmünd
| Lage                                 | Objekt                                    | Akten-Nr.     | Bild |
| ------------------------------------ | ----------------------------------------- | ------------- | ---- |
| Petersgmünd Georgensgmünd (Standort) | Siedlung vorgeschichtlicher Zeitstellung. | D-5-6832-0005 |      |

### Gemarkung Pfaffenhofen
| Lage                         | Objekt                                    | Akten-Nr.     | Bild |
| ---------------------------- | ----------------------------------------- | ------------- | ---- |
| Pfaffenhofen Roth (Standort) | Siedlung vorgeschichtlicher Zeitstellung. | D-5-6732-0066 |      |

### Gemarkung Roth
| Lage            | Objekt | Akten-Nr.     | Bild |
| --------------- | --- | ------------- | ---- |
| Roth (Standort) | Siedlung vorgeschichtlicher Zeitstellung sowie des frühen und späten Mittelalters und der frühen Neuzeit.                          | D-5-6732-0031 |      |
| Roth (Standort) | Untertägige Befunde der abgegangenen mittelalterlichen St. Nikolauskapelle in Roth mit Friedhof.                                   | D-5-6732-0036 |      |
| Roth (Standort) | Mittelalterlicher und frühneuzeitlicher Altort von Roth.                                                                           | D-5-6732-0037 |      |
| Roth (Standort) | Stollen des Mittelalters oder der Neuzeit.                                                                                         | D-5-6732-0040 |      |
| Roth (Standort) | Siedlung vorgeschichtlicher Zeitstellung.                                                                                          | D-5-6732-0042 |      |
| Roth (Standort) | Mittelalterliche und frühneuzeitliche Stadtbefestigung von Roth.                                                                   | D-5-6732-0077 |      |
| Roth (Standort) | Mittelalterliche und frühneuzeitliche Befunde im Bereich des frühneuzeitlichen Schlosses Ratibor in Roth.                          | D-5-6732-0081 |      |
| Roth (Standort) | Mittelalterliche und frühneuzeitlichen Befunde im Bereich der Evangelisch-Lutherischen Pfarrkirche Zu unserer lieben Frau in Roth. | D-5-6732-0177 |      |
| Roth (Standort) | Siedlung der Bronzezeit. | D-5-6732-0232 |      |

### Gemarkung Wallesau
| Lage                     | Objekt | Akten-Nr.     | Bild |
| ------------------------ | --- | ------------- | ---- |
| Wallesau Roth (Standort) | Mittelalterliche und frühneuzeitliche Befunde im Bereich der Evangelisch-Lutherischen Kirche St. Marien in Wallesau. | D-5-6832-0155 |      |